# Agapema pelora
Agapema pelora är en fjärilsart som beskrevs av Frederick H. Rindge 1966. Agapema pelora ingår i släktet Agapema och familjen påfågelsspinnare. Inga underarter finns listade i Catalogue of Life.